# Клитроу, Маргарет
Ма́ргарет (Маргари́та) Кли́троу (англ. Margaret Clitherow; около 1555, Йорк, Королевство Англия — 25 марта 1586, Йорк, Королевство Англия) — святая Римско-католической церкви, мученица. Известна среди английских католиков как «Жемчужина Йорка».

## Биография

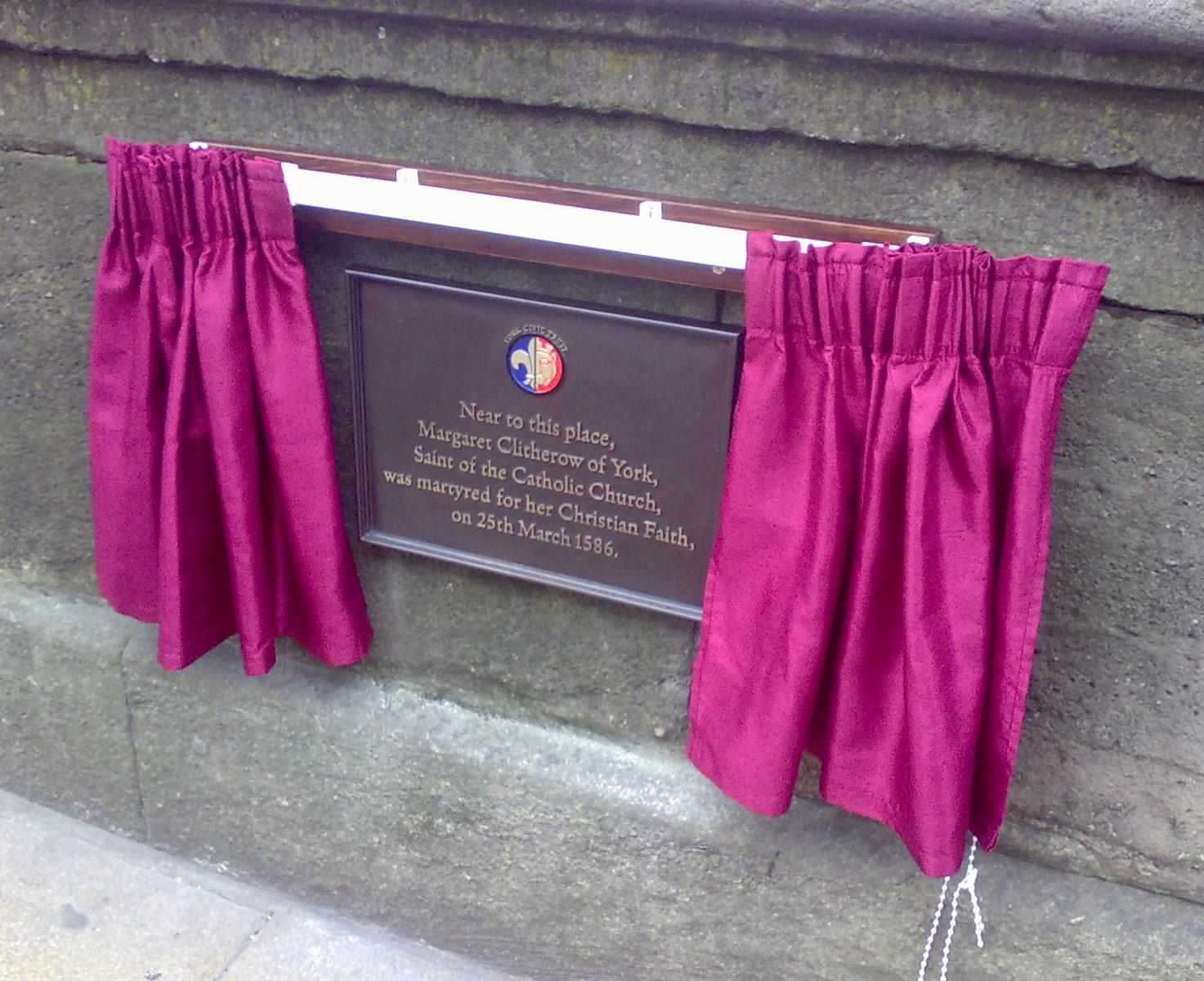
Мемориальная доска на месте казни святой Маргарет Клитроу

Маргарет Клитроу родилась в период церковной реформы, начатой английским королём Генрихом VIII (1491—1547 гг.), который из-за личных и политических причин ввёл Англию в схизму с Римско-Католической Церковью. В возрасте 15 лет вышла замуж за Джона Клитроу. В 1574 году обратилась в католицизм. Во время жестоких преследования католиков в Англии предоставляла свой дом для тайного проведения католических богослужений, святых месс. В её доме был подвал, в котором католические священники скрывались от преследований. В 1586 году Маргарет Клитроу была арестована за укрывание и помощь католическим священникам и была приговорена к казни способом Peine forte et dure, когда на грудь устанавливали доску и укладывали камни, постепенно увеличивая давление. Маргарет Клитроу умерла в течение 15 минут.

## Прославление
В 1970 году Маргарет Клитроу была причислена к лику святых совместно с другими 40 английскими и уэльскими мучениками римским папой Павлом VI.
День памяти в Католической церкви — 26 марта.